# Adolfo Guzmán González
Adolfo José Guzmán González (La Habana, 13 de mayo de 1920-ib., 30 de julio de 1976) fue un pianista, director de orquesta, arreglista y compositor cubano. Durante su carrera de casi 40 años, dirigió varias importantes orquestas cubanas, incluyendo la Orquesta Riverside y Los Modernistas, así como prominentes orquestas de radio y cabaret.

## Carrera

### Orígenes y carrera
Adolfo José Guzmán González nació en Santos Suárez, La Habana, el 13 de mayo de 1920, siendo el octavo hijo de María González y Eladio Guzmán. Aprendió a tocar piano a una edad muy temprana; hizo su primera composición, "Marina", un vals, a los 14 años. Tenía apenas 18 años cuando hizo su primera composición notable, "Recuerdos del ayer", también un vals. Estudió piano con Alberto Falcón, y armonía, instrumentación y composición con Bernardo Moncada.
Tras concluir sus estudios en enero de 1936, se unió al cantante Floro Acosta formando el “Dúo Ideal”; tocaron juntos durante algunos meses hasta que Acosta se radicó en Venezuela También tocó junto a los hermanos Justiniani.
Su Carrera musical estuvo ligada en un inicio al tango, un género que cultivó durante varios años. En 1938, se hizo pianista de “Los románticos gauchos”, presentando al cantante peruano Ricardo Dantés, al cual Guzmán acompañó en la estación de radio CMW Cadena Roja.
En dicha época, comenzó a escribir muchas de sus composiciones más famosas, como "Recuerdos del ayer", "Melancolía" y "Luna del Congo". Igualmente, dedicó gran parte de su tiempo a la musicalización de poemas.

### Carrera en radio y teatro
Tras una gira por toda Cuba en 1939, Guzmán se unió a RHC-Cadena Azul en 1941, como pianista acompañante para el cantante argentine de tango Alberto Gómez. En 1943, se convirtió en el director musical de la Radio Mil Diez, donde conoció a importantes directores musicales, tales como Antonio Arcaño y Enrique González Mántici, quienes ejercieron notables influencias en él.
Condujo una orquesta de tango con la cual estuvo de gira numerosas veces, y en 1944 acompañó a Gómez en una gira por República Dominicana, país al cual regresaría de gira nuevamente en 1948. Ese mismo año también estuvo de gira con Libertad Lamarque. Entre 1943 y 1946, dirigió orquestas en el Zombie Club, el Cabaret Montmatre, el Habana Casino, el Teatro América, el Teatro Fausto, el Teatro Nacional y el Teatro Campoamor.
Fue el primer director de orquesta del Teatro Warner Radiocentro, fundado el 23 de diciembre de 1947.

### Carrera en televisión
En 1950 hizo su debut como director musical, pianista y arreglista en el Canal 6 (CMQ TV), poco después del establecimiento de la Televisión en Cuba. Trabajó en el Show "Álbum Musical Phillips" junto a Rafael Somavilla. En octubre de 1952 comenzó a impartir lecciones de música en "Fin de Siglo y Ud.", acompañando con el piano al cantante Salvador Levy.
Posteriormente, dirigió la Orquesta CMBF Televisión (Canal 7) y se convirtió en uno de los primeros compositors de jingles en Cuba (junto a Eduardo Saborit). Permaneció en Cuba luego del triunfo de la Revolución.
Ese mismo año, en 1959, fundó el Coro Gigante de la CTC Nacional, junto a Isolina Carrillo, y el 4 de agosto de 1960, se convirtió en el presidente del Instituto Cubano de Derechos Musicales, posición que conserve hasta su muerte.
Comenzando en 1961 y durante los siguientes 25 años, apareció en "Álbum de Cuba" como director musical junto a Esther Borja. Se involucró, entonces, de lleno en el ICRT (Instituto Cubano de Radio y Televisión).

### Últimos años
Tras haber dirigido la Orquesta Riverside entre 1957 y 1962, Adolfo Guzmán grabó varias sesiones para la EGREM (Pianoforte, junto a Frank Emilio Flynn y Peruchín). Entre 1966 y 1967 dirigió el cuarteto Los Modernistas.
En dicha época, se convirtió en el director musical del Teatro Musical. Condujo la orquesta del ICRT en 1970, y participó en el Festival Internacional de la Canción de Varadero en 1970 y el Festival de Música Cubana en 1975, ambos en Varadero, como miembro del jurado y director musical. En 1975, compuso la músic para varios seriales televisivos (aventuras): Ulises, Los Tres Mosqueteros y Los Insurgentes.

### Muerte y legado
Adolfo Guzmán falleció el 30 de julio de 1976, en La Habana. En el verano de 1978, el ICRT organizó el primer Concurso de Música Cubana Adolfo Guzmán, en su honor.

## Estilo e influencias
Guzmán es considerado uno de los principals compositores instrumentals del filin, junto a Frank Emilio Flynn y Luis Yáñez. Según a la musicóloga y productora María Teresa Linares, fue uno de los innovadores clave de la canción, un género que cultivó entre 1938 ("Sin saber por qué") y 1971 ("He perdido la fe").
La cantante Esther Borja lo llamó "un arreglista fabuloso". Se nota una clara influencia del jazz en sus composiciones y arreglos. También cultivó la música clásica, ejemplificado en su Concierto para piano y orquesta. En su faceta de director de orquesta, era estricto y bien respetado.

## Vida personal
Adolfo Guzmán tuvo cinco hijos: Ligia, Gilda, Grisel, Arianne y Adolfo Fidel. Ligia se convirtió en musicóloga y Adolfo Fidel se hizo pianista.
Guzmán era un firme comunista y militante del Partido Socialista Popular desde la década de 1940, y del Partido Comunista de Cuba, desde 1965.
Como resultado de su afiliación política, le fue negada la entrada en los Estados Unidos cuando la Orquesta Riverside dio un concierto en Miami.

## Premios y honores
- Compositor del Año (1952) por la canción "No puedo ser feliz"[4]

- Orden Raúl Gómez García (1968)[15]

- Orden XX Aniversario del Desembarco del Granma (1976)[12]

- Orden XV Aniversario del Consejo Nacional de Cultura (1976)[16]

- Héroe Nacional del Trabajo (1976)[16]